# Șotrile
Șotrile is een Roemeense gemeente in het district Prahova.
Șotrile telt 3475 inwoners.